# Araeoncus rhodes
Araeoncus rhodes es una especie de araña araneomorfa del género Araeoncus, familia Linyphiidae. La especie fue descrita científicamente por Tanasevitch en 2011.
La longitud del cuerpo del macho es de 1,85 milímetros y de la hembra 2 milímetros. La especie se distribuye por Europa: Grecia.